# Bleiersatz
Als Bleiersatz werden  Benzinadditivmischungen bezeichnet, die eine vermutete Schmierwirkung von Tetraethylblei auf die Auslassventile von Ottomotoren ersetzen sollen. Sie werden für die Verwendung in Oldtimern beworben.
Tetraethylblei wurde Motorenbenzin ab den 1920er Jahren (in Deutschland ab den 1950er Jahren) beigemischt, um die Klopffestigkeit  und damit die im Motor mögliche Verdichtung zu erhöhen. 
Wegen der hohen Giftigkeit von Tetraethylblei sowie wegen seiner schädlichen Wirkung auf Fahrzeugkatalysatoren wurde es ab den 1970er Jahren aus dem Markt gedrängt und schließlich (z. B. in Deutschland 1996) verboten. Die Klopffestigkeit wurde durch andere Antiklopfmittel bewirkt.
Tetraethylblei soll außerdem eine Schmierung der thermisch stark beanspruchten Auslassventile sowie Zylinderköpfe aus Gusseisen bewirken, da sich die bei der Verbrennung daraus entstehenden Oxide als Film über sie legen.
Die Hersteller haben beim Umstieg auf bleifreies Benzin die Notwendigkeit dieser Schmierung für neuere Motoren ausgeschlossen, nur wenige Hersteller taten das auch für ältere Modelle. In der Folge kamen die Bleiersatzmittel auf den Markt. Trotz Werbeaussagen der Hersteller, dass Bleiersatz eine Schutzschicht auf den Ventiltellern und Ventilsitzen [ausbildet], die schmierende Wirkung des Bleis ersetzt und den Verschleiß der Ventilsitze verhindert, bleibt ihre Notwendigkeit, ebenso wie ihre Wirksamkeit, weiter umstritten.
Über die eventuelle Funktionsweise der Additive sind keine gesicherten Informationen verfügbar. In einem Produkt ist neben typischen Kraftstoffkomponenten das Kalium-Analogon von Docusat-Natrium, einer grenzflächenaktiven Substanz, enthalten.
Andere geben Kaliumverbindungen als Basis ihres Produktes an.